# Celaenopsoidea
Celaenopsoidea Berlese, 1892 é a principal superfamília de ácaros da coorte Antennophorina.

## Taxonomia
A superfamília Celaenopsoidea inclui as seguintes 9 famílias:
- Celaenopsidae Berlese, 1892
- Costacaridae Hunter, 1993
- Diplogyniidae Trägårdh, 1941
- Euzerconidae Trägårdh, 1938
- Megacelaenopsidae Funk, 1975
- Meinertulidae Trägårdh, 1950
- Neotenogyniidae Kethley, 1974
- Schizogyniidae Trägårdh, 1950
- Triplogyniidae Funk, 1977